# Nobuhiro Kawasato
Nobuhiro Kawasato (jap. 川里信弘, Kawasato, Nobuhiro) ist ein japanischer Amateurastronom.
Er entdeckte von 1989 bis heute (Stand Januar 2010) insgesamt 104 Asteroiden, 18 davon zusammen mit Tsutomu Hioki.
Der Asteroid (4910) Kawasato wurde nach ihm benannt.